# Verfassung des Königreichs Ägypten von 1953
Die Verfassung des Königreichs Ägypten von 1953 war die provisorische Verfassung Ägyptens von 1953 bis 1956. Die Verfassung gilt als Übergang von der konstitutionellen ägyptisch-sudanesischen Monarchie der seit 1805 regierenden Dynastie des Muhammad Ali zur Republik Ägypten. Sie wurde vom seit der Revolution vom 1952 regierenden Militärregime der Bewegung der Freien Offiziere unter dem Vorsitz von Muhammad Nagib und Gamal Abdel Nasser am 10. Februar 1953 erlassen.
Die Verfassung von 1953 war die elfte und letzte Verfassung unter der Herrschaft der Muhammad Ali-Dynastie. Sie besaß formal auch im britisch-ägyptischen Kondominium Sudan Gültigkeit, verankerte aber nicht die ägyptischen Ansprüche auf das Gebiet.

## Vorgeschichte
Am 23. Juli 1952 wurde der ägyptisch-sudanesische König Faruq in einem unblutigen Militärputsch gestürzt. Das neu an die Macht gekommene Militärregime begann als Teil seines revolutionären Programms mit dem Umbau des ägyptischen Staates von einer pluralistischen konstitutionell-parlamentarischen Monarchie zur Einparteien-Militärdiktatur. Am 26. Juli 1952 musste Faruq zu Gunsten seines minderjährigen Sohnes Fu'ād II. abdanken, Beamte und Gefolgsleute des alten Regimes wurden entlassen oder verhaftet und im August 1952 alle politischen Parteien und monarchistischen Vereine zwangsaufgelöst. Viele der vom Militärregime nach dem Putsch erlassenen Gesetze, Verordnungen und Dekrete hatten verfassungsdurchbrechenden Charakter. Beispielsweise konnte die Militärregierung Dekrete mit Gesetzeskraft erlassen und war formal nur gegenüber dem den Monarchen vertretenden Regentschaftsrat unter der Führung des Prinzen Muhammad Abdel Moneim verantwortlich. Am 10. Dezember 1952 wurde die alte Verfassung von 1923 außer Kraft gesetzt und eine dreijährige Übergangsperiode proklamiert. Am 10. Februar 1953 wurde nach einer mehrmonatigen Ausarbeitungszeit die neue Übergangsverfassung erlassen und verkündet.

## Aufbau
Die Verfassung trug offiziell den Titel Verfassungserklärung. Ihr Ziel war es die verfassungsrechtlichen Grundlagen während der Übergangsperiode zu etablieren und die Rechte und Pflichten aller Bürger zu organisieren. Hinzu kam die Regierungsform.
Viele Grundsätze der Verfassung wurden nicht umgesetzt oder missachtet.

### Monarch
Die Verfassung definierte Ägypten als parlamentarische Monarchie mit einer starken Regierung. Viele Rechte des Monarchen wurden dem neu geschaffenen Amt des Führers der Revolution als Vorsitzenden des Ägyptischen Revolutionären Kommandorat beziehungsweise dem Premierminister übertragen. Dem Monarchen wurde der Oberbefehl über die Streitkräfte entzogen. Zudem wurde der Premierminister künftig vom Revolutionären Kommandorat ernannt. Die Souveränität übte ebenfalls nicht mehr der Monarch, sondern der Führer der Revolution aus (Art. 8.).

### Regierung
Artikel 9 und 10 übertrugen der Königlich Ägyptischen Regierung (offiziell nun Ministerrat genannt) die gesetzgebende und exekutive Gewalt. Diese sollte in gemeinsamen Konferenzen mit dem Revolutionären Kommandorat die allgemeine Politik des Staates und verwandte Themen behandeln (Art. 11).

### Parlament
Ein Parlament als Volksvertretung war in der Verfassung nicht vorgesehen.

### Judikative
Die Judikative wurde als unabhängig definiert und hatte keine andere Autorität als das Gesetz. Ihre Rechtsprechung erfolgte nicht mehr im Namen des Königs, sondern im Namen der Nation (Art. 7). Der Kommandorat hatte aber gegenüber allen Urteilen ein Vetorecht und ein Begnadigungsrecht (Art. 8).

### Status der Religion
Die Verfassung bekräftigte die Glaubens- und Gewissensfreiheit. Der Islam war im Gegensatz zur Verfassung von 1923 nun auch offiziell nicht mehr Staatsreligion. Ihm wurde aber eine besondere Stellung zuerkannt. Neue Gesetze wurden deswegen nur unter Einhaltung der Scharia verabschiedet.

## Ablösung
Am 18. Juni 1953 wurde in Ägypten die Republik ausgerufen. Sämtliche Bezüge zur Monarchie wurden aus der Verfassung gestrichen und die Kompetenzen des Monarchen dem neuen Amt des Präsidenten von Ägypten übertragen. Am 16. Januar 1956 wurde von Gamal Abdel Nasser nach einem Referendum eine neue Verfassung aufgesetzt.